# 姆富姆布韋縣

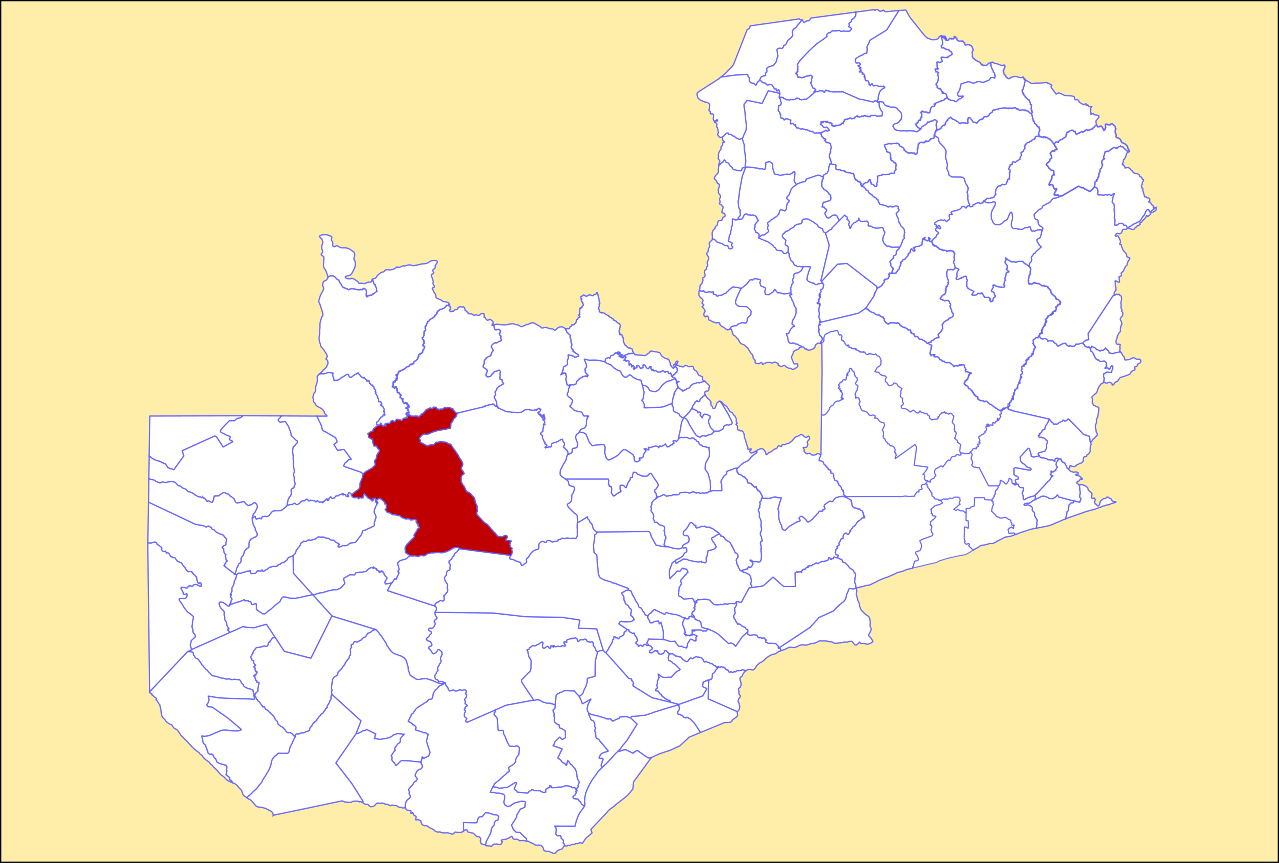

13°46′S 25°09′E / 13.767°S 25.150°E
姆富姆布韋縣（英語：Mufumbwe District），是贊比亞的縣份，位於該國西北部，由西北省負責管轄，首府設於姆富姆布韋，面積20,756平方公里，2010年人口58,062，人口密度每平方公里2.8人。